# Russell Lloyd
Pour les articles homonymes, voir Lloyd.

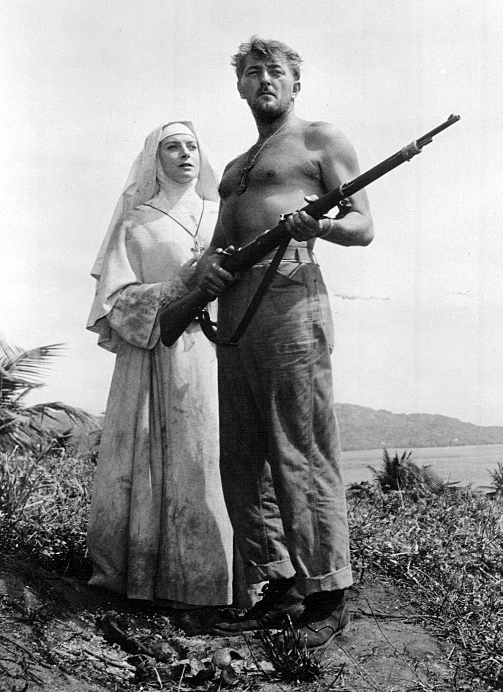
Dieu seul le sait (1957), avec Deborah Kerr et Robert Mitchum

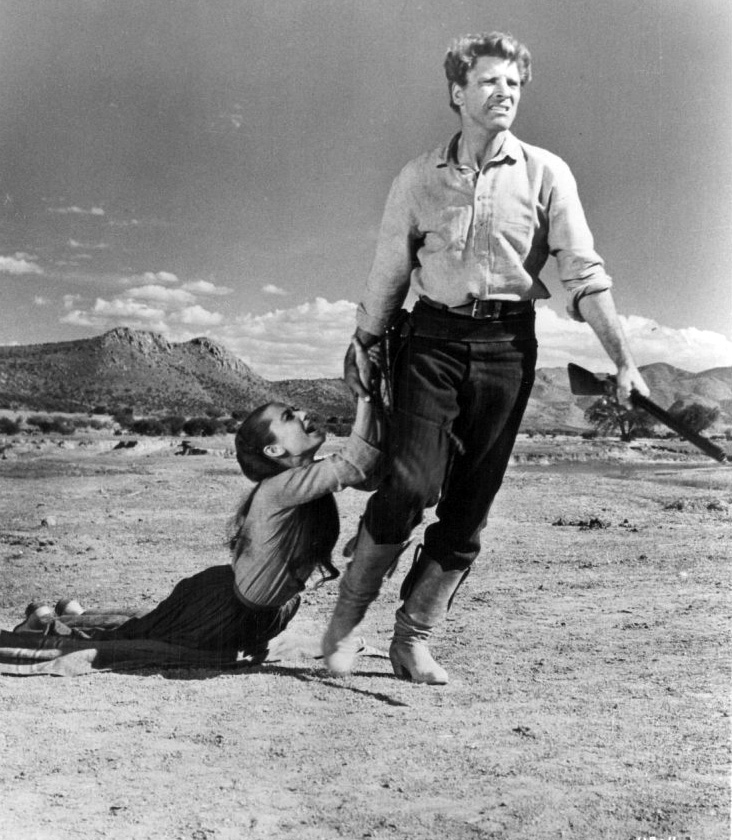
Le Vent de la plaine (1960), avec Audrey Hepburn et Burt Lancaster

(Hugh) Russell Lloyd est un monteur britannique, né le 16 janvier 1916 à Swansea (Pays de Galles), mort le 21 janvier 2008 à Cranleigh (Surrey, Angleterre).

## Biographie
Russell Lloyd est monteur sur cinquante films (britanniques, américains ou en coproduction), le premier sorti en 1937, le dernier en 1992 (La Cité de la joie de Roland Joffé).
En particulier, il collabore avec John Huston sur dix de ses réalisations, depuis Moby Dick (1956, avec Gregory Peck et Richard Basehart) jusqu'à L'Homme qui voulut être roi (1975, avec Sean Connery et Michael Caine) — ce dernier lui valant son unique nomination à l'Oscar du meilleur montage, qu'il ne gagne pas —, en passant notamment par Reflets dans un œil d'or (1967, avec Marlon Brando et Elizabeth Taylor).
Citons également Anna Karénine de Julien Duvivier (1948, avec Vivien Leigh et Ralph Richardson), Le Renard s'évade à trois heures de Vittorio De Sica (1966, avec Peter Sellers et Victor Mature), ou encore Absolute Beginners de Julien Temple (1986, avec Patsy Kensit et David Bowie).
Mentionnons aussi sa seule contribution pour la télévision, à l'occasion de la mini-série Christophe Colomb d'Alberto Lattuada (1985, avec Gabriel Byrne dans le rôle-titre et Faye Dunaway).

## Filmographie
(comme monteur, sauf mention contraire ou complémentaire)

### Cinéma

#### Réalisations de John Huston (intégrale)
- 1956 : Moby Dick
- 1957 : Dieu seul le sait (Heaven Knows, Mr. Allison)
- 1958 : Les Racines du ciel (The Roots of Heaven)
- 1960 : Le Vent de la plaine (The Unforgiven)
- 1967 : Reflets dans un œil d'or (Reflection in a Golden Eye)
- 1969 : Promenade avec l'amour et la mort (A Walk with Love and Death)
- 1969 : Davey des grands chemins (Sinful Davey)
- 1970 : La Lettre du Kremlin (The Kremlin Letter)
- 1973 : Le Piège (The MacKintosh Man)
- 1975 : L'Homme qui voulut être roi (The Man Who Would Be King)

#### Autres réalisateurs (sélection)
- 1948 : Anna Karénine (Anna Karenina) de Julien Duvivier (+ réalisation de seconde équipe)
- 1952 : L'Île du désir (Saturday Island) de Stuart Heisler
- 1953 : Coup de feu au matin (Rough Shoot) de Robert Parrish
- 1953 : Pages galantes de Boccace (Decameron Nights) d'Hugo Fregonese
- 1957 : Cinq secondes à vivre (Count Five and Die) de Victor Vicas
- 1958 : La Rivière des alligators (The Naked Earth) de Vincent Sherman
- 1962 : Le Lion (The Lion) de Jack Cardiff
- 1964 : L'Ange pervers (Of Human Bondage) de Ken Hughes
- 1965 : Le démon est mauvais joueur (Return from the Ashes) de J. Lee Thompson
- 1966 : Le Renard s'évade à trois heures (Caccia alla volpe) de Vittorio De Sica
- 1971 : Les Complices de la dernière chance (The Last Run) de Richard Fleischer (et John Huston, non crédité)
- 1973 : Love and Pain and the Whole Damn Thing d'Alan J. Pakula
- 1979 : Une femme disparaît (The Lady Vanishes) d'Anthony Page
- 1979 : Caligula (Caligola) de Tinto Brass
- 1980 : Le Complot diabolique du docteur Fu Manchu (The Fiendish Plot of Dr. Fu Manchu) de Piers Haggard
- 1983 : Where Is Parsi? (Where Is Parsifal?) d'Henri Helman
- 1986 : Absolute Beginners de Julien Temple
- 1992 : La Cité de la joie (City of Joy) de Roland Joffé (montage additionnel)

### Télévision (intégrale)
- 1985 : Christophe Colomb (Christopher Columbus), mini-série en 4 épisodes d'Alberto Lattuada

## Distinction
- 1976 : Nomination à l'Oscar du meilleur montage pour L'Homme qui voulut être roi.